# 德爾佩河
51°10′14″N 7°18′7″E / 51.17056°N 7.30194°E
德爾佩河（德語：Dörpe），是德國的河流，位於該國西部，流經北萊茵-威斯特法倫州，屬於武爾姆河的左支流，河道全長6.9公里，流域面積12.7平方公里。